# Henry Frederick William Behnsen
Pour les articles homonymes, voir Behnsen.
Henry Frederick William Behnsen (16 mars 1852-6 mars 1938) est un homme politique canadien de la Colombie-Britannique. Il est député provincial conservateur de la circonscription britanno-colombienne de Victoria City de 1907 à 1916.

## Biographie
Né à Hanovre dans la Confédération germanique, Behnsen étudie sur place et sert dans l'armée allemande.
Behnsen meurt à Seattle en mars 1938 à l'âge de 85 ans.